# 십이약차대장
십이약차대장(十二薬叉大將)은 불교의 천부이다. 십이신왕(十二神王), 십이신장(十二神將)이라고도 하며, 약사여래와 약사경을 신앙하는 자를 수호하는 십이존의 불존이다. 원래는 야차였지만, 부처와 불법의 진리에 항복하고 선신이 되어 부처와 신자를 수호한다.

## 이름
경전에 따라 글자와 읽기가 다르다. 십이지의 할당은 아래에 열거한 것 이외에도 여러 설이 있다:
| 산스크리트어 | 한자   | 한국어 | 일본어     | 베트남어      | 티베트어    | 십이지 | 본지불     |
| ------------ | ------ | ------ | ---------- | ------------- | ----------- | ------ | ---------- |
| Kiṃbhīra     | 宮毘羅 | 궁비라 | くびら     | Cung Tỳ La    | Ji 'jigs    | 해     | 미륵보살   |
| Vajra        | 伐折羅 | 벌절라 | ばざら     | Phạt Chiết La | Rdo rje     | 술     | 세지보살   |
| Mekhila      | 迷企羅 | 미기라 | めきら     | Mê Súy La     | Rgyan 'dzin | 유     | 아미타여래 |
| Antila       | 安底羅 | 안지라 | あんちら   | An Để La      | Gza' 'dzin  | 신     | 관음보살   |
| Anila        | 頞儞羅 | 알니라 | あにら     | Át Nể La      | Rlung 'dzin | 미     | 여의륜관음 |
| Saṇṭhila     | 珊底羅 | 산지라 | さんちら   | San Để La     | Gnas bcas   | 오     | 허공장보살 |
| Indala       | 因達羅 | 인달라 | いんだら   | Nhân Đạt La   | Dbang 'dzin | 사     | 지장보살   |
| Pāyila       | 波夷羅 | 파이라 | はいら     | Bà Di La      | Gtun 'dzin  | 진     | 문수보살   |
| Mahāla       | 摩虎羅 | 마호라 | まこら     | Ma Hổ La      | Sgra 'dzin  | 묘     | 대위덕명왕 |
| Cidāla       | 真達羅 | 진달라 | しんだら   | Chân Đạt La   | Bsam 'dzin  | 인     | 보현보살   |
| Caundhula    | 招杜羅 | 초두라 | しょうとら | Chiêu Đổ La   | 'dzin       | 축     | 대일여래   |
| Vikala       | 毘羯羅 | 비갈라 | びから     | Tỳ Yết La     | Rdzogs byed | 자     | 석가여래   |

위에 나열된 십이지와 본지불 대응은 표준이지만 경전과 지역 전통에 따라 차이가 있다.

## 대중 문화
- 홍콩 옹핑에 있는 십이약차대장 동상.
- 십이약차대장과 그들의 이름은 2001년 시리즈 디지몬 테이머즈에서 디지털 월드의 사성수를 섬기는 강력한 디지몬의 캐릭터 소재로 쓰였지만, 일본 십이지 분류를 기반으로 하기 때문에 이름이 일치하지 않는다.
- 그랑블루 판타지는 2015년에 '십이신장'이라는 플레이 가능한 유닛 시리즈를 출시하기 시작했다. 각자 나타내는 해당 십이지의 이름을 따서 명명된다. 일본어판은 헵번식 로마자 표기법을 채택한 반면 영어판은 산스크리트어를 채택했다.